# Seznam židovských památek v Plzeňském kraji
Toto je seznam židovských památek v Plzeňském kraji aktuální k roku 2012, ve kterém jsou uvedeny židovské památky v oblasti Plzeňského kraje.
| Název                                     | Obrázek                           | Místo                                                   | Okres       | Druh             | Galerie Commons                                                                 | Popis památky a přístup |
| ----------------------------------------- | --------------------------------- | ------------------------------------------------------- | ----------- | ---------------- | ------------------------------------------------------------------------------- | --- |
| Synagoga v Bernarticích                   |                                   | Bernartice (49°37′40″ s. š., 12°48′4″ v. d. ?)          | Tachov      | Synagoga         |                                                                                 | Synagoga v Bernarticích byla součástí židovské čtvrtě, z níž se také zbytek dochoval. |
| Synagoga v Bezdružicích                   | Synagoga Bezdružice               | Bezdružice (49°54′22″ s. š., 12°58′23″ v. d.)           | Tachov      | Synagoga         |                                                                                 | Synagoga v Bezdružicích stála východně od centra města vedle domu čp. 117 v dnešní Plzeňské ulici. |
| Židovský hřbitov v Bezdružicích           | ŽH Bezdružice                     | Bezdružice (49°54′33″ s. š., 12°57′26″ v. d.)           | Tachov      | Židovský hřbitov | Kategorie „Jewish cemetery in Bezdružice“ na Wikimedia Commons                  | Židovský hřbitov v Bezdružicích leží v lese mezi městem Bezdružice a Řešínem a je přístupný je po žlutě značené turistické stezce. |
| Synagoga v Blovicích                      | Synagoga Blovice                  | Blovice (49°34′57″ s. š., 13°32′27″ v. d.)              | Plzeň-jih   | Synagoga         | Kategorie „Former synagogue in Blovice“ na Wikimedia Commons                    | Synagoga v Blovicích se nachází cca 50 m na východ od městského úřadu v Malé ulici čp. 205. |
| Židovský hřbitov v Blovicích              | ŽH Blovice                        | Blovice (49°35′ s. š., 13°32′53″ v. d.)                 | Plzeň-jih   | Židovský hřbitov | Kategorie „Jewish cemetery in Blovice“ na Wikimedia Commons                     | Židovský hřbitov v Blovicích se nachází ve východní části města na jižním kraji remízku při potoce Cecina. Je volně přístupný. |
| Synagoga v Cebivi                         |                                   | Cebiv (49°49′45″ s. š., 12°58′44″ v. d. ?)              | Tachov      | Synagoga         |                                                                                 | Synagoga v Cebivi byla přestavěna na obytný dům. |
| Synagoga v Dešenici                       |                                   | Dešenice (49°16′27″ s. š., 13°10′17″ v. d. ?)           | Klatovy     | Synagoga         |                                                                                 | Synagoga v Dešenici, založená v druhé polovině 19. století, je situována na hlavní ulici městysu na západ od náměstí. |
| Synagoga v Dlažově                        |                                   | Dlažov (49°21′55″ s. š., 13°9′59″ v. d.)                | Klatovy     | Synagoga         |                                                                                 | Synagoga v Dlažově stojí na návsi v centru obce jako čp. 27, byla přestavěna na obecní úřad. |
| Židovský hřbitov v Dlouhé Vsi             | ŽH                                | Dlouhá Ves (49°11′36″ s. š., 13°31′2″ v. d.)            | Klatovy     | Židovský hřbitov | Kategorie „Jewish cemetery in Dlouhá Ves“ na Wikimedia Commons                  | K židovskému hřbitovu u Dlouhé Vsi lze dojít po polní cestě pokračující od ulice na jihovýchod od katolického kostela za posledním domkem v obci mezi louky. |
| Židovský hřbitov v Dlouhém Újezdě         | ŽH Dlouhý Újezd                   | Dlouhý Újezd (49°45′51″ s. š., 12°36′49″ v. d.)         | Tachov      | Židovský hřbitov | Kategorie „Jewish cemetery in Dlouhý Újezd“ na Wikimedia Commons                | Židovský hřbitov v Dlouhém Újezdě leží na kraji lesa západně od obce. Přístupný vede po polní cestě vedoucí na jihovýchod od posledních domů na kraji vsi na jih přes les. |
| Synagoga v Dolní Bělé                     |                                   | Dolní Bělá (49°53′45″ s. š., 13°16′24″ v. d. ?)         | Plzeň-sever | Synagoga         |                                                                                 | Synagoga v Dolní Bělé, situovaná v bývalé obecní židovské čtvrti, je přestavěna k obytným účelům. |
| Synagoga v Dolní Lukavici                 | Synagoga Dolní Lukavice           | Dolní Lukavice (49°36′6″ s. š., 13°20′35″ v. d.)        | Plzeň-jih   | Synagoga         | Kategorie „Former Synagogue in Dolní Lukavice“ na Wikimedia Commons             | Bývalá synagoga v Dolní Lukavici, v současnosti čp. 93, je situována asi 100 m západně od kostela a byla přestavěna k obytným účelům. |
| Židovský hřbitov v Dolní Lukavici         | ŽH Dolní Lukavice                 | Dolní Lukavice (49°36′26″ s. š., 13°20′52″ v. d.)       | Plzeň-jih   | Židovský hřbitov | Kategorie „Jewish cemetery in Dolní Lukavice“ na Wikimedia Commons              | Židovský hřbitov v Dolní Lukavici leží severně od obce v kopci za křesťanským hřbitovem a je volně přístupný. |
| Židovský hřbitov v Domažlicích            | Židovský hřbitov v Domažlicích    | Domažlice (49°26′54″ s. š., 12°55′56″ v. d.)            | Domažlice   | Židovský hřbitov | Kategorie „Jewish cemetery in Domažlice“ na Wikimedia Commons                   | Židovský hřbitov v Domažlicích leží v severní části města v ulici Prokopa Velikého u rybníka zvaného U Cihelny. |
| Synagoga v Hartmanicích                   | Synagoga Hartmanice               | Hartmanice (49°10′15″ s. š., 13°27′15″ v. d.)           | Klatovy     | Synagoga         | Kategorie „Synagogue in Hartmanice“ na Wikimedia Commons                        | Synagoga v Hartmanicích stojí při silnici na Chlum, necelých 100m severozápadně od městského úřadu. Uvnitř je umístěna expozice Památníku spolužití Čechů, Němců a Židů na Šumavě, info o vstupu na webu MÚ.                                                                                |
| Židovský hřbitov v Hartmanicích           | ŽH Hartmanice                     | Hartmanice (49°10′13″ s. š., 13°28′13″ v. d.)           | Klatovy     | Židovský hřbitov | Kategorie „Jewish cemetery in Hartmanice“ na Wikimedia Commons                  | Židovský hřbitov v Hartmanicích leží na katastru obce Kundratice na kraji lesa po pravé straně silnice z Hartmanic na Nové Městečko před odbočkou do Palvinova. |
| Synagoga v Horažďovicích                  | Památník synagogy v Horažďovicích | Horažďovice (49°19′15″ s. š., 13°42′10″ v. d.)          | Klatovy     | Židovský hřbitov | Kategorie „Synagogue in Horažďovice“ na Wikimedia Commons                       | Zaniklá synagoga v Horažďovicích stála v místech za současným domem čp. 885 v Prácheňské ulici. |
| Židovský hřbitov v Horažďovicích          | ŽH Horažďovice                    | Horažďovice (49°19′43″ s. š., 13°42′14″ v. d.)          | Klatovy     | Židovský hřbitov | Kategorie „Jewish cemetery in Horažďovice“ na Wikimedia Commons                 | Nový židovský hřbitov v Horažďovicích leží na severním okraji města mezi silnicemi na Velký Bor a Svéradice v ulici Odbojářů. Starý židovský hřbitov ve městě byl přeměněn na zahrady. |
| Židovský hřbitov v Hřešihlavech           | ŽH Hřešihlavy                     | Hřešihlavy (49°55′43″ s. š., 13°37′44″ v. d.)           | Rokycany    | Židovský hřbitov | Kategorie „Jewish cemetery in Hřešihlavy“ na Wikimedia Commons                  | Židovský hřbitov leží u Hřešihlav v lese za potokem při silnici vedoucí z obce na západ k potoku Radubici a řece Berounce. Přístup k němu je po červeně značené turistické stezce vedoucí z Hřešihlav.                                                                                      |
| Židovský hřbitov v Chlistově              | ŽH Chlistov                       | Chlistov (49°19′38″ s. š., 13°21′55″ v. d.)             | Klatovy     | Židovský hřbitov | Kategorie „Jewish cemetery in Chlistov“ na Wikimedia Commons                    | Židovský hřbitov v Chlistově je přístupný po polní cestě pokračující ze silnice, jež odbočuje doprava ze silnice vedoucí na sever k Srbici. Vstup má od západní zdi. |
| Synagoga v Chodové Plané                  |                                   | Chodová Planá (49°53′33″ s. š., 12°43′50″ v. d.)        | Tachov      | Synagoga         |                                                                                 | Zaniklá synagoga v Chodové Plané stála na východní straně Židovské ulice na dnešní pozemkové parcele číslo 59/1 na katastrálním území městysu Chodová Planá, do jehož majetku spadá. |
| Nový židovský hřbitov v Chodové Plané     | ŽH Chodová Planá                  | Chodová Planá (49°53′11″ s. š., 12°43′34″ v. d.)        | Tachov      | Židovský hřbitov | Kategorie „New Jewish cemetery in Chodová Planá“ na Wikimedia Commons           | Nový židovský hřbitov v Chodové Plané se nachází v ulici vedoucí na jih od zámku a starého židovského hřbitova, necelých 200 m jižně od komunálního hřbitova. |
| Starý židovský hřbitov v Chodové Plané    | ŽH Chodová Planá                  | Chodová Planá (49°53′33″ s. š., 12°43′30″ v. d.)        | Tachov      | Židovský hřbitov | Kategorie „Old Jewish cemetery in Chodová Planá“ na Wikimedia Commons           | Starý židovský hřbitov v Chodové Plané leží v bývalém zámeckém parku u cesty vedoucí z parkoviště od restaurace ve skále pod pivovarem asi 700 m severně od nového židovského hřbitova. |
| Synagoga v Janovicích nad Úhlavou         | Synagoga Janovice nad Úhlavou     | Janovice nad Úhlavou (49°20′39″ s. š., 13°13′7″ v. d.)  | Klatovy     | Synagoga         | Kategorie „Former synagogue in Janovice nad Úhlavou“ na Wikimedia Commons       | Bývalá synagoga v Janovicích nad Úhlavou stojí na levé straně tzv. židovské ulice (dnes Klenovské), vedoucí od Náměstí na jihovýchod, jako čp. 190. |
| Židovský hřbitov v Janovicích nad Úhlavou | ŽH Janovice nad Úhlavou           | Janovice nad Úhlavou (49°19′59″ s. š., 13°11′59″ v. d.) | Klatovy     | Židovský hřbitov | Kategorie „Jewish cemetery in Janovice nad Úhlavou“ na Wikimedia Commons        | Židovský hřbitov leží jihozápadně od města Janovice nad Úhlavou a je přístupný po polní cestě odbočující doleva ze silnice na Petrovice nad Úhlavou za bývalý armádní areál. |
| Synagoga v Kasejovicích                   | Synagoga Kasejovice               | Kasejovice (49°27′46″ s. š., 13°44′18″ v. d.)           | Plzeň-jih   | Synagoga         | Kategorie „Synagogue in Kasejovice“ na Wikimedia Commons                        | Bývalá synagoga v Kasejovicích, nyní místní muzeum, stojí v centru obce jako čp. 308. O prohlídku je možné požádat v protějším domě. |
| Židovský hřbitov v Kasejovicích           | ŽH Kasejovice                     | Kasejovice (49°28′8″ s. š., 13°44′16″ v. d.)            | Plzeň-jih   | Židovský hřbitov | Kategorie „Jewish cemetery in Kasejovice“ na Wikimedia Commons                  | Židovský hřbitov v Kasejovicích leží severně od obce. Přístupný je po polní cestě odbočující na sever mezi pole ze silnice vedoucí na Chloumek a Budislavice. Je volně přístupný. |
| Synagoga ve Kdyni                         | Synagoga Kdyně                    | Kdyně (49°23′25″ s. š., 13°2′13″ v. d.)                 | Domažlice   | Synagoga         | Kategorie „Synagogue in Kdyně“ na Wikimedia Commons                             | Synagoga ve Kdyni stojí v Masarykově ulici jako čp. 12 naproti sokolovně. Vstupenky do objektu se prodávají v městském infocentru. |
| Synagoga v Klatovech                      |                                   | Klatovy (49°23′48″ s. š., 13°17′29″ v. d.)              | Klatovy     | Synagoga         |                                                                                 | Synagoga ve městě Klatovy stojí mezi ulicemi Plzeňskou, Denisovou a Vančurovou. |
| Židovský hřbitov v Klatovech              | ŽH Klatovy                        | Klatovy (49°24′7″ s. š., 13°17′54″ v. d.)               | Klatovy     | Židovský hřbitov | Kategorie „Jewish cemetery in Klatovy“ na Wikimedia Commons                     | Židovský hřbitov v Klatovech je situován na Pražském předměstí za katolickým hřbitovem u parkoviště v Čejkově ulici. |
| Synagoga v Kolinci                        | <                                 | Kolinec (49°17′57″ s. š., 13°26′25″ v. d.)              | Klatovy     | Synagoga         | Kategorie „Synagogue in Kolinec“ na Wikimedia Commons                           | Zaniklá synagoga v Kolinci stála naproti budově zámku. Na jejím místě stojí v současné době prodejna (čp. 288). |
| Židovský hřbitov v Kolinci                | ŽH Kolinec                        | Kolinec (49°17′53″ s. š., 13°26′35″ v. d.)              | Klatovy     | Židovský hřbitov | Kategorie „Jewish cemetery in Kolinec“ na Wikimedia Commons                     | Židovský hřbitov v Kolinci leží v jihovýchodní části obce, ve svahu nedaleko silnice směrem na Hrádek za zámkem a základní školou. |
| Synagoga v Kořeni                         |                                   | Kořen (49°51′10″ s. š., 12°50′24″ v. d.)                | Tachov      | Synagoga         |                                                                                 | Synagoga v Kořeni stojí jako poslední budova ve vsi nalevo při silnci na vesnici Stan. Má dnešní čp. 8. |
| Židovský hřbitov v Kořeni                 | ŽH Kořen                          | Kořen (49°51′9″ s. š., 12°50′46″ v. d.)                 | Tachov      | Židovský hřbitov | Kategorie „Jewish cemetery in Kořen“ na Wikimedia Commons                       | Židovský hřbitov v Kořeni leží východně od vsi v remízku na stráni nad Kořenským potokem. Vede k němu polní cesta odbočující doprava z ohybu ulice v severovýchodní části vesnice. |
| Židovský hřbitov v Kožlanech              | ŽH Kožlany                        | Kožlany (50°0′8″ s. š., 13°31′44″ v. d.)                | Plzeň-sever | Židovský hřbitov | Kategorie „Jewish cemetery in Kožlany“ na Wikimedia Commons                     | Židovský hřbitov v Kožlanech leží v remízku mezi poli severozápadně od vsi Kožlany při modře značené turistické stezce do Nové Vsi a na naučné stezce Kožlany. Z ulice V Ouvoze pokračující dále na Hradecko k němu lze dojít po odbočení doprava ke kamenolomu před železničním přejezdem. |
| Synagoga v Lesné                          |                                   | Lesná (49°45′15″ s. š., 12°32′27″ v. d.)                | Tachov      | Synagoga         |                                                                                 | Synagoga v Lesné stojí ve východní části obce v současné době jako čp. 77. |
| Židovský hřbitov v Loučimi                | ŽH Loučim                         | Loučim (49°22′21″ s. š., 13°7′37″ v. d.)                | Domažlice   | Židovský hřbitov | Kategorie „Jewish cemetery in Loučim“ na Wikimedia Commons                      | Židovský hřbitov v Loučimi leží na žlutě značené polní cestě odbočující nalevo do lesa od silnice na Libkov. |
| Synagoga v Malinci                        | Synagoga Malinec                  | Malinec (49°29′10″ s. š., 13°22′39″ v. d.)              | Plzeň-jih   | Synagoga         | Kategorie „Former synagogue in Malinec“ na Wikimedia Commons                    | Bývalá synagoga v Malinci stojí na východním okraji vsi. Byla přestavěna na obytný dům. |
| Synagoga v Meclově                        | Synagoga Meclov                   | Meclov (49°30′21″ s. š., 12°52′49″ v. d.)               | Domažlice   | Synagoga         | Kategorie „Former synagogue in Meclov“ na Wikimedia Commons                     | Bývalá synagoga v Meclově stojí jako čp. 51 v centru obce nedaleko obecního úřadu. |
| Synagoga v Merklíně                       | Synagoga Merklín                  | Merklín (49°33′35″ s. š., 13°11′49″ v. d.)              | Plzeň-jih   | Synagoga         | Kategorie „Former synagogue in Merklín“ na Wikimedia Commons                    | Bývalá synagoga stojí v Sokolské ulici jako č. p. 126. |
| Židovský hřbitov v Merklíně               | ŽH Merklín                        | Merklín (49°32′27″ s. š., 13°11′18″ v. d.)              | Plzeň-jih   | Židovský hřbitov | Kategorie „Jewish cemetery in Merklín“ na Wikimedia Commons                     | Židovský hřbitov se nachází v lese asi 2 km jižně od Merklína, po pravé straně silnice do Ptenína, z níž k nedalekému hřbitovu odbočuje cesta. Je volně přístupný. |
| Synagoga v Městě Touškově                 |                                   | Město Touškov (49°46′32″ s. š., 13°15′5″ v. d. ?)       | Plzeň-sever | Synagoga         |                                                                                 | Synagoga v Městě Touškově stojí na rohu ulic Čeminské a Květné. |
| Židovský hřbitov v Městě Touškově         | ŽH Město Touškov                  | Město Touškov (49°46′49″ s. š., 13°14′20″ v. d.)        | Plzeň-sever | Židovský hřbitov | Kategorie „Jewish cemetery in Město Touškov“ na Wikimedia Commons               | Židovský hřbitov v Městě Touškově leží na severozápad od centra naproti fotbalovému hřišti při silnici na Újezd nade Mží pokračující z Partyzánské ulice. |
| Židovský hřbitov v Mutěníně               | ŽH Mutěnín                        | Mutěnín (49°32′27″ s. š., 12°45′9″ v. d.)               | Domažlice   | Židovský hřbitov | Kategorie „Jewish cemetery in Mutěnín“ na Wikimedia Commons                     | Židovský hřbitov v Mutěníně leží na kraji remízku mezi poli jihovýchodně od obce. |
| Židovský hřbitov v Nečtinách              | ŽH Nečtiny                        | Nečtiny (49°58′27″ s. š., 13°10′5″ v. d.)               | Plzeň-sever | Židovský hřbitov | Kategorie „Jewish cemetery in Nečtiny“ na Wikimedia Commons                     | Židovský hřbitov v Nečtinách je situován v lesní stráni za křesťanským hřbitovem při silnici vedoucí na jihovýchod od obce do lesa. Je volně přístupný ale ve špatném stavu. |
| Židovský hřbitov v Novém Sedlišti         | ŽH Nové Sedliště                  | Nové Sedliště (49°43′49″ s. š., 12°40′8″ v. d.)         | Tachov      | Židovský hřbitov | Kategorie „Jewish cemetery in Nové Sedliště“ na Wikimedia Commons               | Židovský hřbitov v Novém Sedlišti leží v remízku cca 300 m západně od středu obce při potoce tekoucím do vsi. |
| Židovský hřbitov v Nýrsku                 | ŽH Nýrsko                         | Nýrsko (49°17′6″ s. š., 13°9′5″ v. d.)                  | Klatovy     | Židovský hřbitov | Kategorie „Jewish cemetery in Nýrsko“ na Wikimedia Commons                      | Židovský hřbitov v Nýrsku leží na východ od města v remízku v poli po levé straně silnice na Milence a Dešenici. Hřbitov se zamyká, klíč však lze zapůjčit v blízkém penzionu Zemanka. |
| Židovský hřbitov v Ošelíně                | ŽH Ošelín                         | Ošelín (49°45′54″ s. š., 12°52′35″ v. d.)               | Tachov      | Židovský hřbitov | Kategorie „Jewish cemetery in Ošelín“ na Wikimedia Commons                      | Židovský hřbitov v Ošelíně leží severozápadně od vsi na zalesněné stráni nad údolím potoka Šárka mezi vesmi Ošelín a Řebří, uváděn je také pod názvy Židovský hřbitov Řebří či Svojšín, jehož je Řebří součástí.                                                                            |
| Synagoga v Oseku u Rokycan                |                                   | Osek (49°46′44″ s. š., 13°35′43″ v. d.)                 | Rokycany    | Synagoga         |                                                                                 | Synagoga v Oseku stojí v severovýchodní části obce naproti budově místního zámku jako čp. 112. |
| Židovský hřbitov v Oseku u Rokycan        | ŽH Osek                           | Osek (49°46′18″ s. š., 13°35′30″ v. d.)                 | Rokycany    | Židovský hřbitov | Kategorie „Jewish cemetery in Osek (Rokycany)“ na Wikimedia Commons             | Židovský hřbitov v Oseku leží v zalesněné ploše u zříceniny letohrádku Kamýk. Je volně přístupný. |
| Stará synagoga v Plzni                    | Stará synagoga Plzeň              | Plzeň (49°44′39″ s. š., 13°22′28″ v. d.)                | Plzeň-město | Synagoga         | Kategorie „Old Synagogue in Plzeň“ na Wikimedia Commons                         | Stará synagoga v Plzni stojí ve Smetanových sadech ve dvoře domu čp. 80 od roku 1859. |
| Velká synagoga v Plzni                    | Velká synagoga Plzeň              | Plzeň (49°44′48″ s. š., 13°22′22″ v. d.)                | Plzeň-město | Synagoga         | Kategorie „Great Synagogue in Plzeň“ na Wikimedia Commons                       | Velká synagoga v Plzni stojí v Sadech Pětatřicátníků jako čp. 11. |
| Pomocná synagoga v Plzni                  | Výpomocná synagoga Plzeň          | Plzeň (49°44′39″ s. š., 13°22′27″ v. d.)                | Plzeň-město | Synagoga         | Kategorie „Auxiliary Synagogue in Plzeň“ na Wikimedia Commons                   | Pomocná synagoga v Plzni stála ve Smetanových sadech ve dvoře domu čp. 80/5 od roku 1875. |
| Starý židovský hřbitov v Plzni            | ŽH Plzeň                          | Plzeň (49°45′43″ s. š., 13°22′19″ v. d.)                | Plzeň-město | Židovský hřbitov | Kategorie „Old Jewish cemetery in Plzeň“ na Wikimedia Commons                   | Starý židovský hřbitov v Plzni je situován na Lochotíně na východ od Lidické ulice, na severním konci ulice Bolevecká. |
| Nový židovský hřbitov v Plzni             | ŽH Plzeň                          | Plzeň (49°44′47″ s. š., 13°25′55″ v. d.)                | Plzeň-město | Židovský hřbitov | Kategorie „New Jewish cemetery in Plzeň“ na Wikimedia Commons                   | Nový židovský hřbitov v Plzni je nejnovějším židovským hřbitovem v Plzni, situovaným v Rokycanské ulici naproti ústřednímu hřbitovu. |
| Synagoga v Pňovanech                      |                                   | Pňovany (49°46′43″ s. š., 13°7′15″ v. d.)               | Plzeň-sever | Synagoga         |                                                                                 | Synagoga v Pňovanech stojí na severním okraji rybníka severně od zámku jako čp. 88. |
| Židovský hřbitov v Pňovanech              | ŽH Pňovany                        | Pňovany (49°46′22″ s. š., 13°7′27″ v. d.)               | Plzeň-sever | Židovský hřbitov | Kategorie „Jewish cemetery in Pňovany“ na Wikimedia Commons                     | Židovský hřbitov v Pňovanech leží v lese jižně od obce za Hracholuským potokem. Původním vchod je z východní části areálu. |
| Židovský hřbitov v Poběžovicích           | ŽH Poběžovice                     | Poběžovice (49°30′58″ s. š., 12°47′32″ v. d.)           | Domažlice   | Židovský hřbitov | Kategorie „Jewish cemetery in Poběžovice“ na Wikimedia Commons                  | Židovský hřbitov leží severozápadně od obce Poběžovice v remízku v polích po pravé straně silnice na Drahotín. Nově k němu byla vybudována zpevněná cesta z Poběžovic. V obci se také nalézají pozůstatky mikve.                                                                            |
| Synagoga v Podmoklech                     | Synagoga Podmokly                 | Podmokly (49°13′52″ s. š., 13°34′42″ v. d.)             | Klatovy     | Synagoga         | Kategorie „Synagogue in Podmokly (Klatovy District)“ na Wikimedia Commons       | Bývalá synagoga v Podmoklech stojí dodnes v severní části obce v současnosti jako čp. 55 po pravé straně silnice vedoucí směrem na Chmelnou a Sušici. |
| Židovský hřbitov v Podmoklech             | ŽH Podmokly                       | Podmokly (49°13′59″ s. š., 13°34′5″ v. d.)              | Klatovy     | Židovský hřbitov | Kategorie „Jewish cemetery in Podmokly (Klatovy District)“ na Wikimedia Commons | Židovský hřbitov v Podmoklech leží severozápadně od obce Podmokly v remízku v polích za kravínem. Vstup je v jižní části areálu. |
| Židovský hřbitov v Pořejově               | ŽH Pořejov                        | Žebráky (49°43′27″ s. š., 12°35′31″ v. d.)              | Tachov      | Židovský hřbitov | Kategorie „Jewish cemetery in Pořejov“ na Wikimedia Commons                     | Židovský hřbitov v Pořejově je situován je cca 500 m od vsi Žebráky ve směru na Dlouhý Újezd v lesním podrostu u silnice vedoucí ze Žebráků k severovýchodu. |
| Synagoga v Prostiboři                     |                                   | Prostiboř (49°39′12″ s. š., 12°53′53″ v. d.)            | Tachov      | Synagoga         |                                                                                 | Zbytek bývalé synagogy v Prostiboři je dochován ve dvoře bývalého židovského domu čp. 61 jihovýchodně od obecního úřadu na návsi. |
| Židovský hřbitov v Přešticích             | ŽH Přeštice                       | Přeštice (49°34′30″ s. š., 13°21′1″ v. d.)              | Plzeň-jih   | Židovský hřbitov | Kategorie „Jewish cemetery in Přeštice“ na Wikimedia Commons                    | Židovský hřbitov u Přeštic leží u silnice směrem na Vodokrty. |
| Židovský hřbitov v Puclicích              | ŽH Puclice                        | Puclice (49°32′45″ s. š., 13°0′37″ v. d.)               | Domažlice   | Židovský hřbitov | Kategorie „Jewish cemetery in Puclice“ na Wikimedia Commons                     | Židovský hřbitov v Puclicích leží jihozápadně od obce Puclice s přístupem po polní cestě odbočující doprava v půli silnice na Křenovy. Areál je dobře udržován, ohrazen vysokou zdí a zamyká se, klíč lze zapůjčit v penzionu Koza v obci Vránov.                                           |
| Synagoga v Rabí                           | Synagoga Rabí                     | Rabí (49°16′48″ s. š., 13°37′4″ v. d.)                  | Klatovy     | Synagoga         | Kategorie „Synagogue in Rabí“ na Wikimedia Commons                              | Bývalá synagoga v Rabí je v současnosti dům čp. 102 nacházející sev podhradí jižně od náměstí, v ulici vedoucí ke hřbitovu podél hradeb. |
| Židovský hřbitov v Rabí                   | ŽH Rabí                           | Rabí (49°16′47″ s. š., 13°36′59″ v. d.)                 | Klatovy     | Židovský hřbitov | Kategorie „Jewish cemetery in Rabí“ na Wikimedia Commons                        | Židovský hřbitov v Rabí leží jihozápadně od návsi a jeho zeď se připojuje k vnější hradební zdi hradu. |
| Židovský hřbitov v Rabštejně nad Střelou  | ŽH Rabštejn nad Střelou           | Rabštejn nad Střelou (50°2′24″ s. š., 13°17′13″ v. d.)  | Plzeň-sever | Židovský hřbitov | Kategorie „Jewish cemetery in Rabštejn nad Střelou“ na Wikimedia Commons        | Židovský hřbitov v Rabštejně nad Střelou je situován ve svahu na cestě vedoucí od pošty směrem k řece Střele. Kolem hřbitova vede několik různobarevně značených turistických stezek. |
| Synagoga v Radnicích                      | Synagoga Radnice                  | Radnice (49°51′23″ s. š., 13°36′22″ v. d.)              | Rokycany    | Synagoga         | Kategorie „Synagogue in Radnice“ na Wikimedia Commons                           | Synagoga v Radnicích stojí ve městě Radnice jižně od náměstí Kašpara Štěrnberka v ulici Na Potocích |
| Židovský hřbitov v Radnicích              | ŽH Radnice                        | Radnice (49°51′16″ s. š., 13°37′49″ v. d.)              | Rokycany    | Židovský hřbitov | Kategorie „Jewish cemetery in Radnice“ na Wikimedia Commons                     | Židovský hřbitov v Radnicích je situován na kraji lesa u pole s přístupem po polní cestě odbočující doprava k lesu ze silnice na Chomle po zeleně značené turistické stezce. Je volně přístupný.                                                                                            |
| Židovský hřbitov v Rokycanech             |                                   | Rokycany (49°45′7″ s. š., 13°36′16″ v. d.)              | Rokycany    | Židovský hřbitov |                                                                                 | Židovský hřbitov v Rokycanech leží na severu města Rokycany naproti hvězdárně přes Voldušskou ulici. Areál se zamyká. |
| Synagoga v Skupči                         |                                   | Skupeč (49°52′20″ s. š., 13°6′36″ v. d. ?)              | Plzeň-sever | Synagoga         |                                                                                 | Bývalá synagoga stojí ve vsi Skupeč jako č. p. 27. |
| Synagoga ve Slatině                       | Synagoga Slatina                  | Slatina (49°23′20″ s. š., 13°44′41″ v. d.)              | Klatovy     | Synagoga         | Kategorie „Synagogue in Slatina (Klatovy District)“ na Wikimedia Commons        | Synagoga ve Slatině stojí dnes jako čp. 58 asi 50 m severně od obecního úřadu. |
| Židovský hřbitov ve Slatině               | ŽH Slatina                        | Slatina (49°23′51″ s. š., 13°44′38″ v. d.)              | Klatovy     | Židovský hřbitov | Kategorie „Jewish cemetery in Slatina (Klatovy District)“ na Wikimedia Commons  | Židovský hřbitov ve Slatině je situován na místě zvaném Hradce asi 1 km severně od obce Slatina. Areál je volně přístupný. |
| Židovský hřbitov ve Spáleném Poříčí       | ŽH Spálené Poříčí                 | Spálené Poříčí (49°36′54″ s. š., 13°36′4″ v. d.)        | Plzeň-jih   | Židovský hřbitov | Kategorie „Jewish cemetery in Spálené Poříčí“ na Wikimedia Commons              | Židovský hřbitov se nachází ve Spáleném Poříčí nedaleko náměstí v Pražské ulici. |
| Židovský hřbitov ve Stodě                 |                                   | Stod (49°37′55″ s. š., 13°9′40″ v. d.)                  | Plzeň-jih   | Židovský hřbitov |                                                                                 | Židovský hřbitov se nachází v jižní části města Stod za křesťanským hřbitovem v Domažlické ulici a parkovištěm u něj. |
| Židovský hřbitov ve Stráži                | ŽH Stráž                          | Stráž (49°40′36″ s. š., 12°46′ v. d.)                   | Tachov      | Židovský hřbitov | Kategorie „Jewish cemetery in Stráž“ na Wikimedia Commons                       | Židovský hřbitov ve Stráži leží v lese severně od městysu Stráž. Přístupný je z polní cesty k Souměři v blízkosti zeleně značené turistické stezky vedoucí k severu směrem na Bor. Další možností je sledovat modrobílé značky naučné stezky, jež kolem hřbitova vede na Souměř.            |
| Židovský hřbitov ve Strážově              | ŽH Strážov                        | Strážov (49°18′16″ s. š., 13°16′ v. d.)                 | Klatovy     | Židovský hřbitov | Kategorie „Jewish cemetery in Strážov“ na Wikimedia Commons                     | Židovský hřbitov Strážov leží východně od města Strážov při cestě odbočující cca v polovině silnice na Lukavici u křížku doprava do lesa. |
| Synagoga ve Stříbře                       |                                   | Stříbro (49°45′13″ s. š., 13°0′22″ v. d.)               | Tachov      | Synagoga         |                                                                                 | Bývalá synagoga ve Stříbře na severovýchodě od Masarykova náměstí byla postavena ve dvoře tzv. Rabínského domu čp. 16 v Mánesově ulici, dnes toto číslo nese sama budova synagogy. |
| Židovský hřbitov ve Stříbře               | ŽH Stříbro                        | Stříbro (49°45′56″ s. š., 13° v. d.)                    | Tachov      | Židovský hřbitov | Kategorie „Jewish cemetery in Stříbro“ na Wikimedia Commons                     | Židovský hřbitov ve Stříbře leží severně od města po pravé straně silnice pokračující ze Soběslavovy ulice na Kšice. Vstup do areálu je z jižní strany. |
| Nový židovský hřbitov v Sušici            | ŽH Sušice                         | Sušice (49°13′27″ s. š., 13°30′29″ v. d.)               | Klatovy     | Židovský hřbitov | Kategorie „New Jewish cemetery in Sušice“ na Wikimedia Commons                  | Nový židovský hřbitov v Sušici se nalézá v Sušici na severu Křičkovy ulice. |
| Starý židovský hřbitov v Sušici           | ŽH Sušice                         | Sušice (49°13′46″ s. š., 13°31′4″ v. d.)                | Klatovy     | Židovský hřbitov | Kategorie „Old Jewish cemetery in Sušice“ na Wikimedia Commons                  | Starý židovský hřbitov v Sušici přiléhá k městským hradbám mezi říčkou Volšovkou a ulicí Příkopy jihozápadně od náměstí. Areál se zamyká. |
| Synagoga ve Svojšíně                      |                                   | Svojšín (49°45′56″ s. š., 12°54′36″ v. d.)              | Tachov      | Synagoga         |                                                                                 | Bývalá synagoga ve Svojšíně se dnes nachází jako čp. 49 při západní straně návsi. |
| Židovský hřbitov ve Štěnovicích           | ŽH Štěnovice                      | Štěnovice (49°40′26″ s. š., 13°24′25″ v. d.)            | Plzeň-jih   | Židovský hřbitov | Kategorie „Jewish cemetery in Štěnovice“ na Wikimedia Commons                   | Židovský hřbitov ve Štěnovicích leží v severovýchodní části obce v ulici K Pile. Areál ve svahu je obklopený kamennou ohradní zdí je volně přístupný. |
| Nový židovský hřbitov ve Švihově          | Nový ŽH Švihov                    | Švihov (49°28′42″ s. š., 13°17′44″ v. d.)               | Klatovy     | Židovský hřbitov | Kategorie „New Jewish cemetery in Švihov“ na Wikimedia Commons                  | Nový židovský hřbitov ve Švihově se nachází nedaleko hřbitova Starého za železničním viaduktem po levé straně silnice vedoucí na Kamýk. Vstup se nalézá na západě areálu. |
| Starý židovský hřbitov ve Švihově         | Starý ŽH Švihov                   | Švihov (49°28′44″ s. š., 13°17′38″ v. d.)               | Klatovy     | Židovský hřbitov | Kategorie „Old Jewish cemetery in Švihov“ na Wikimedia Commons                  | Starý židovský hřbitov ve Švihově leží ve východní části města v ulici Za Vodou před železničním viaduktem. |
| Nový židovský hřbitov v Tachově           |                                   | Tachov (49°47′22″ s. š., 12°39′0″ v. d.)                | Tachov      | Židovský hřbitov |                                                                                 | Nový židovský hřbitov v Tachově se nachází při silnici odbočující doprava ze silnice na Tisovou těsně před čerpací stanicí. |
| Starý židovský hřbitov v Tachově          | Starý ŽH Tachov                   | Tachov (49°47′38″ s. š., 12°38′23″ v. d.)               | Tachov      | Židovský hřbitov | Kategorie „Old Jewish cemetery in Tachov“ na Wikimedia Commons                  | Starý židovský hřbitov v Tachově je situován v Chodské ulici napravo před křižovatkou s ulicí Plzeňskou. |
| Židovský hřbitov v Telicích               | ŽH Telice                         | Telice (49°39′15″ s. š., 12°55′29″ v. d.)               | Tachov      | Židovský hřbitov | Kategorie „Jewish cemetery in Telice“ na Wikimedia Commons                      | Židovský hřbitov severně od Telic je přístupný po polní cestě odbočující doleva ze silnice na Milevo. Jméno hřbitova je také někdy uváděno jako ŽH v Prostiboři, která se nachází nedaleko. Hřbitov leží na úpatí kopce Valuška s pěkným výhledem na okolí bez přístupové cesty.            |
| Židovský hřbitov v Terešově               | ŽH Terešov                        | Terešov (49°53′12″ s. š., 13°41′6″ v. d.)               | Rokycany    | Židovský hřbitov | Kategorie „Jewish cemetery in Terešov“ na Wikimedia Commons                     | Židovský hřbitov u Terešova je situován při silnici odbočující jižně od vsi na Bílou Skálu, a to vlevo po přejezdu Terešovského potoka. Vstup do areálu je od severu. |
| Synagoga ve Velharticích                  | Synagoga Velhartice               | Velhartice (49°15′53″ s. š., 13°23′26″ v. d.)           | Klatovy     | Synagoga         | Kategorie „Synagogue in Velhartice“ na Wikimedia Commons                        | Synagoga ve Velharticích stojí asi 100 m jihozápadně od návsi. |
| Židovský hřbitov ve Velharticích          | ŽH Velhartice                     | Velhartice (49°15′31″ s. š., 13°22′40″ v. d.)           | Klatovy     | Židovský hřbitov | Kategorie „Jewish cemetery in Velhartice“ na Wikimedia Commons                  | Židovský hřbitov ve Velharticích leží jihozápadně od obce u chatové osady na okraji lesa po odbočení za řekou Ostružnou po zkratce ke Kouklovně na Chotěšov při modře značené turistické stezce a cyklotrase číslo 2095. Areál se zamyká a klíč lze vypůjčit na místním hradě.              |
| Synagoga ve Vlčí                          |                                   | Vlčí (49°30′42″ s. š., 13°21′36″ v. d. ?)               | Plzeň-jih   | Synagoga         |                                                                                 | Synagoga ve středu obce Vlčí byla postavena v bývalém poplužním dvoře. |
| Židovský hřbitov ve Všerubech             | ŽH Všeruby                        | Všeruby (49°50′57″ s. š., 13°14′13″ v. d.)              | Plzeň-sever | Židovský hřbitov | Kategorie „Jewish cemetery in Všeruby“ na Wikimedia Commons                     | Židovský hřbitov ve Všerubech se nachází na hranici katastru obce v úzkém pruhu lesa vedoucí od vsi mezi poli na sever. |

Vysvětlivky k tabulce
- Název – název článku na Wikipedii, abecedně dle místa, poklikem na nadpis lze třídit
- Obrázek – existující obrázek nahraný na Commons
- Místo – nejbližší město, obec nebo vesnice, v závorce GPS – poloha památky dle Global Positioning System, lze třídit
- Okres – okres, ve kterém se místo nachází, lze třídit
- Druh – druh památky, např. židovský hřbitov nebo synagoga, lze třídit
- Galerie Commons – odkaz na Commons na existující kategorii s fotografiemi
- Popis památky a přístup – název s podrobnostmi polohy, přístupnost pro návštěvu nebo informace, kde je možné si vypůjčit klíč, je-li památka zamknutá